# 島田雪谷
島田雪谷（しまだせっこく、1826年（文政9年） - 1884年（明治17年）1月29日）は、福井藩の武士・画人。

## 略伝
福井藩士・島田九郎左衛門重範の次男として生まれる。名は広意（ひろもと）通称は範左衛門。14、5歳の時、円山四条派に属する藩絵師・岩尾雪峰に師事。「雪」の一字を貰い雪谷と号する。島田家の隣には橋本左内が住んでおり、雪谷は左内に書画を教えたという。福井に立ち寄った横山清暉にも師事して更に腕に磨きをかけると共に、しばしば上京し清暉の指導で神社仏閣の障壁画を模写研究した。雪谷は絵だけでなく槍術にも優れ、多芸さから福井藩主の松平慶永・松平茂昭の庇護を受けた。こうした自身の努力や藩主の後押しもあって雪谷の画名は藩内に知れ渡り入門者が殺到、幕末から明治にかけて門弟は1000人余に達したという。福井藩邸の屏風絵、名臣賢相図・名所古蹟図が著名。
1854年（嘉永7年）8月病身の兄に子が無かったため、養子となって島田家を相続、家禄は3人扶持切米18石。1862年（文久2年）には北陸遊歴中の野口小蘋に絵を教え、日根対山へ紹介の労をとっている。1884年（明治17年）57歳で病死。墓は、福井市の浄土宗清圓寺。子に島田雪湖、島田墨仙がおり、同じく画人の道を歩んでいる。

## 代表作
| 作品名     | 技法     | 形状・員数 | 所有者                 | 年代              | 落款・印章 | 備考 |
| ---------- | -------- | ---------- | ---------------------- | ----------------- | ---------- | ---- |
| 酸李白     | 板絵著色 | 1面        | 大瀧神社               | 1861年（万延2年） |            |      |
| 虎図       | 板絵著色 | 2面        | 引接寺                 | 1868年（明治元年  |            |      |
| 桜花群禽図 | 紙本著色 | 1幅        | 福井市立郷土歴史博物館 | 1876年（明治9年） |            |      |
| 山水図     |          | 1幅        | 福井市春嶽公記念文庫   |                   |            |      |